# هوانگ یوبین
هوانگ یوبین (به انگلیسی: Huang Yubin) ژیمناست زادهٔ ۵ فوریهٔ ۱۹۵۸ میلادی اهل کشور چین است.